# Кристина Тот
Кристина Тот (мађ. Tóth Krisztina; Будимпешта, 5. децембар 1967) је мађарска списатељица, песникиња и преводилац.  

## Биографија
Кристина Тот спада у водеће ауторе савремене мађарске књижевности. Завршила је вајарство у Средњој стручној школи ликовних уметности. Студирала је вајарство, касније књижевност. Током студија боравила у Паризу. У Мађарску се вратила 1992. године.  Године 1993. је дипломирала на Филозофском факултету "Лоранд Етвеш" у Будимпешти.
Од 1994. до 1998. године радила је као сарадник на будимпештанском Институту ѕа француски језик. Од 1998. године је слободни уметник.
Године 1989. у књижевности је дебитовала као песникиња збирком Õszi kabátlobogás (Јесење лепршање капута). Следе потом збирке A beszélgetés fonala (1994, Нит говора), Az árnyékember (1997, Човек из сенке), Porhó (2001, Прашкасти снег) i Síró ponyva (2003, Ридајућа церада). Ауторка је и збирке песама за децу A londoni mackók (2003, Лондонски медведићи).
За своје стваралаштво добила је више од 20 значајних награда и признања које су међународног значаја. Најзначајније су: награда Атиле Јожефа (2000), награда Palládium (2001), награда Шандора Мараија (2007). Дела су јој преведена на многе језике, на чешком, пољском, шпанском, српском језику.
У прози се појавила са збирком приповедака Vonalkód (Линијски код) 2006. године.

## Изабрана дела
Приповетке
- Vonalkód: tizenöt történet (Линијски код: петнаест приповедака), Будимпешта: Magvető Kiadó, 2006.
- Pixel, Будимпешта: Magvető Kiadó, 2011.
- Akvárium, Будимпешта: Magvető Kiadó, 2013. [5]
- Pillanatragasztó, Будимпешта: Magvető Kiadó, 2014.
- Párducpompa, Будимпешта: Magvető Kiadó, 2017.
- Fehér farkas, Будимпешта: Magvető Kiadó, 2019.

Поезија
- Őszi kabátlobogás (Јесење лепршање капута), 1989.
- A beszélgetés fonala (Нит говора), 1994.
- Az árnyékember (Човек из сенке), 1997.
- Porhó (Прашкасти снег), 2001.
- Síró ponyva (Ридајућа церада), 2003.
- A londoni mackók (Лондонски медведићи), 2003.
- Magas labda, 2009.
- Felhőmesék, 2017.

## Награде
- Радноти награда (1990).
- Награда Ђула Иљеш (1994).
- Награда Тибор Дери (1996).
- Награда Атила Јожеф (2000).
- Награда Иштван Вас (2001).
- Награда Шепиро (2005).
- Награда Шандор Мараи (2007).
- Награда Барка (2010).
- Алфолд награда (2014).